# Adrastus rachifer
Adrastus rachifer är en skalbaggsart som först beskrevs av Geoffroy 1785.  Adrastus rachifer ingår i släktet Adrastus, och familjen knäppare. Arten har ej påträffats i Sverige.

## Bildgalleri

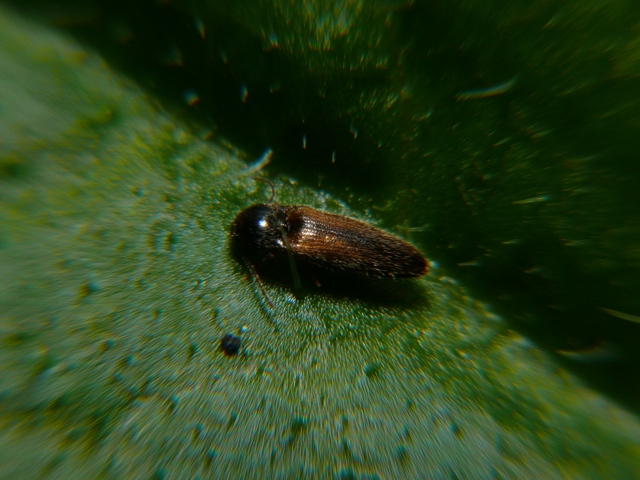